# Jan Jakob Maria de Groot

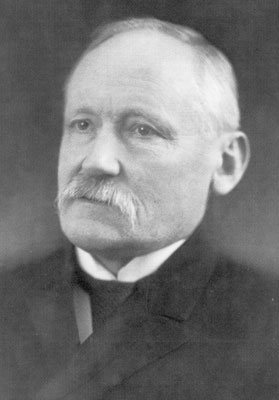
Jan Jakob Maria de Groot.

Jan Jakob Maria de Groot,  född den 18 februari 1854 i Schiedam, död den 24 september 1921 i Grosslichterfelde, var en nederländsk sinolog.
de Groot reste runt i Kina, var en tid tolk i nederländska Indien och blev sedan professor i Leiden, men överflyttade 1911 till den nyinrättade professuren i kinesiska vid Berlins universitet. Av hans många betydelsefulla arbeten kan nämnas Le code de Mahâyanâ en Chine (1893), Sectarianism and religious persecution in China (2 band, 1903–1904), Die Religionen der Chinesen (1906), Universismus (1918; på engelska 1912) och, framför allt, det stora The religious system of China (6 band, 1892–1910).